# 3863 Gilyarovskij
3863 Gilyarovskij је астероид главног астероидног појаса са средњом удаљеношћу од Сунца која износи 2,324 астрономских јединица (АЈ).
Апсолутна магнитуда астероида је 13,1.